# Trey Freeman
James H. "Trey" Freeman III (Virginia Beach, Virginia, 12 de octubre de 1992) es un baloncestista estadounidense, que actualmente se encuentra sin equipo. Con 1,88 metros de estatura, juega en las posiciones de base o escolta.

## Trayectoria deportiva

### Universidad
Jugó dos temporadas con los Fighting Camels de la Universidad de Campbell, en las que promedió 14,1 puntos, 3,2 rebotes y 4,9 asistencias por partido, siendo elegido en 2012 novato del año de la Big South Conference.
En 2013 decidió ser transferido a los Monarchs de la Universidad Old Dominion, y, tras el preceptivo año fuera de las canchas por la norma de la NCAA, disputó dos temporadas más, en las que promedió 19,6 puntos, 4,3 rebotes y 3,3 asistencias por partido, siendo incluido los dos años en el mejor quinteto de la Conference USA.

### Profesional
Tras no ser elegido en el Draft de la NBA de 2016, fue invitado por los Houston Rockets para disputar las Ligas de Verano. El 26 de septiembre firmó con Detroit Pistons para disputar la pretemporada, pero fue despedido el 22 de octubre tras disputar únicamente un partido.
En julio de 2017 fichó por los Indios de Mayagüez de la Baloncesto Superior Nacional.